# It's Hard (canción)
«It's Hard» es una canción del grupo británico The Who, publicada en el álbum de estudio It's Hard en 1982. El tema, compuesto por el guitarrista Pete Townshend, fue también lanzado como el tercer sencillo del álbum, tras «Athena» y «Eminence Front», con la canción de John Entwistle «Dangerous» como cara B. Sin embargo, y a diferencia de sus dos predecesores, el sencillo solo entró en el puesto 39 de la lista Hot Mainstream Rock Tracks. «It's Hard» fue el último sencillo de nuevo material de The Who hasta el lanzamiento en 2004 de «Real Good Looking Boy».

## Historia
La letra de «It's Hard» fue escrita antes de su versión definitiva. Fue presentada por primera vez en la grabación de Face Dances, el anterior álbum del grupo, en forma de una demo titulada «Popular», pero la reacción del grupo fue fría, debido en parte a que el álbum estaba casi finalizado. La música de «Popular» fue reelaborada y la letra fue modificada para dar lugar a «It's Hard», finalmente publicada en el álbum homónimo. La demo original de «Popular» fue publicada en el álbum recopilatorio de Townshend Scoop en 1983.
La canción fue solo interpretada en directo durante la promoción de It's Hard en 1982, con Roger Daltrey tocando la guitarra rítmica. La versión del último concierto, ofrecido en el Maple Leaf Gardens de Toronto el 17 de diciembre, fue incluida como tema extra en la reedición del álbum en 1997.

## Personal
The Who
- Roger Daltrey: voz
- Pete Townshend: guitarra rítmica, guitarra eléctrica y coros
- John Entwistle: bajo
- Kenney Jones: batería

Otros músicos
- Tim Gorman: sintetizador